# 山口登 (暴力団)
山口 登（やまぐち のぼる、1902年〈明治35年〉 - 1942年〈昭和17年〉10月4日）は、日本のヤクザ。山口組二代目組長。通称は切戸の親分。

## 来歴
兵庫県神戸市兵庫区出身。山口組初代組長山口春吉の長男として生まれる。1925年、23歳で二代目組長を継承後、新進気鋭の若親分（切戸の親分としてその名を響かせる）として港湾事業や歓楽街、また相撲界から浪曲界・歌謡界へと興行面にも進出する。これらの二代目山口登が残していった有形・無形の足跡は、後に三代目組長田岡一雄が港湾事業への進出や興行師永田貞雄との盃など、港湾界と芸能興行面における重要な布石となったと言われる。
1940年春、吉本興業の絡んだ抗争で、下関の籠寅組に浅草田島町で襲われ重傷を負った。1942年10月、41歳で死去。

## 人物・エピソード
- 頭を短く2枚刈りにし、いつも大島紬の着物を着こなし、鼻の下にちょび髭を生やしており肥満型の体型だった。
- 横綱玉錦三右衛門と義兄弟の盃を交わした。これにより、玉錦の経営していた二所ノ関部屋には山口組の紹介で入門した力士が数多くいたと言われており、関西で悶着のあった組員が二所ノ関部屋にかくまってもらうこともあった[1]。